# William Burley
William Burley, né à une date inconnue et mort le 10 août 1458, est un avocat et homme politique anglais.

## Biographie
Il est le fils de l'avocat et parlementaire John Burley, et l'arrière-petit-neveu de Sir Simon de Burley, notable proche du roi Richard II. Ayant hérité de son père une dizaine de manoirs dans le Shropshire, il s'avère être un avocat « aux capacités exceptionnelles », et se met au service de divers magnats. Il est élu une première fois député du Shropshire à la Chambre des communes du Parlement d'Angleterre pour le parlement de 1417, et y représentera le comté durant dix-neuf parlements au total, sur quatre décennies. Il est par ailleurs juge de paix pour le comté de 1416 jusqu'à sa mort, avec de brèves interruptions.
Du 20 février 1428 jusqu'en juin 1430, il est vice-justiciar de la région de Chester et de Galles du Nord, sous Humphrey de Lancastre, le Lord Protecteur de l'Angleterre. Il exerce à nouveau cette fonction du 4 novembre 1438 jusqu'en mars 1441 environ. En 1437, lorsque Sir John Tyrell démissionne de la présidence de la Chambre des communes pour raisons de santé, les députés choisissent William Burley pour lui succéder. Il occupe le poste durant neuf jours seulement, c'est-à-dire jusqu'à la fin de la session parlementaire en cours. Il est élu une seconde fois président de la Chambre en 1445. Dans le même temps, il s'enrichit comme intendant de terres de plusieurs hauts personnages, dont Richard Plantagenêt, duc d'York. À la suite de la bataille de St Albans de 1455, remportée par les Yorkistes, c'est au parlementaire vétéran William Burley que les députés, majoritairement acquis à la cause yorkiste, confient la tâche de plaider auprès de la Chambre des Lords pour que le duc soit nommé Protecteur de la West Country. Il s'acquitte de cette tâche avec succès. Il meurt trois ans plus tard.